# Schoepfia jasminodora
Schoepfia jasminodora är en tvåhjärtbladig växtart som beskrevs av Siebold & Zucc.. Schoepfia jasminodora ingår i släktet Schoepfia och familjen Schoepfiaceae. Utöver nominatformen finns också underarten S. j. malipoensis.